# Homo georgicus
Homme de Dmanissi
Espèce
Homo georgicus (« Homme de Géorgie » en latin), communément appelé l’Homme de Dmanissi, est une espèce éteinte du genre Homo, décrite en 2002 à partir de fossiles découverts à Dmanissi, en Géorgie (Caucase). Ces fossiles sont datés de 1,8 million d'années et appartiennent donc aux premiers représentants du genre Homo attestés à ce jour hors d'Afrique. La position phylogénétique de ces fossiles fait encore l'objet de débats, leur grande diversité morphologique ayant suscité parmi les chercheurs une certaine perplexité sur la variabilité interne de cette nouvelle espèce et sur la validité des différents taxons humains actuellement admis.

## Découverte

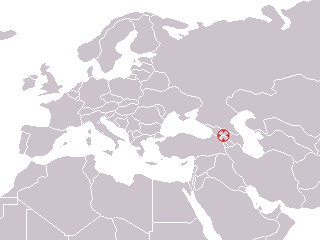
Dmanissi, Géorgie.

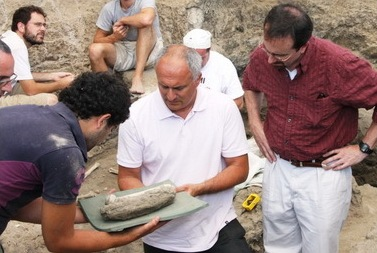
David Lordkipanidze (au centre) sur le site archéologique de Dmanissi.

Le site préhistorique de Dmanissi a été découvert en 1991 sous le village médiéval éponyme, situé à une altitude de 1 171 m. Il repose sur une coulée basaltique datée d’1,8 million d'années.
Fouillé par une équipe internationale comprenant le scientifique géorgien David Lordkipanidze avec le soutien de l'Académie des sciences de Géorgie et en coopération avec le Musée central romain-germanique, le site a livré une industrie lithique archaïque de mode 1 (de type Oldowayen) et une faune très ancienne, dite villafranchienne.
Une première mandibule humaine fut découverte en 1991, suivie par cinq crânes de 1999 à 2005.

## Principaux fossiles

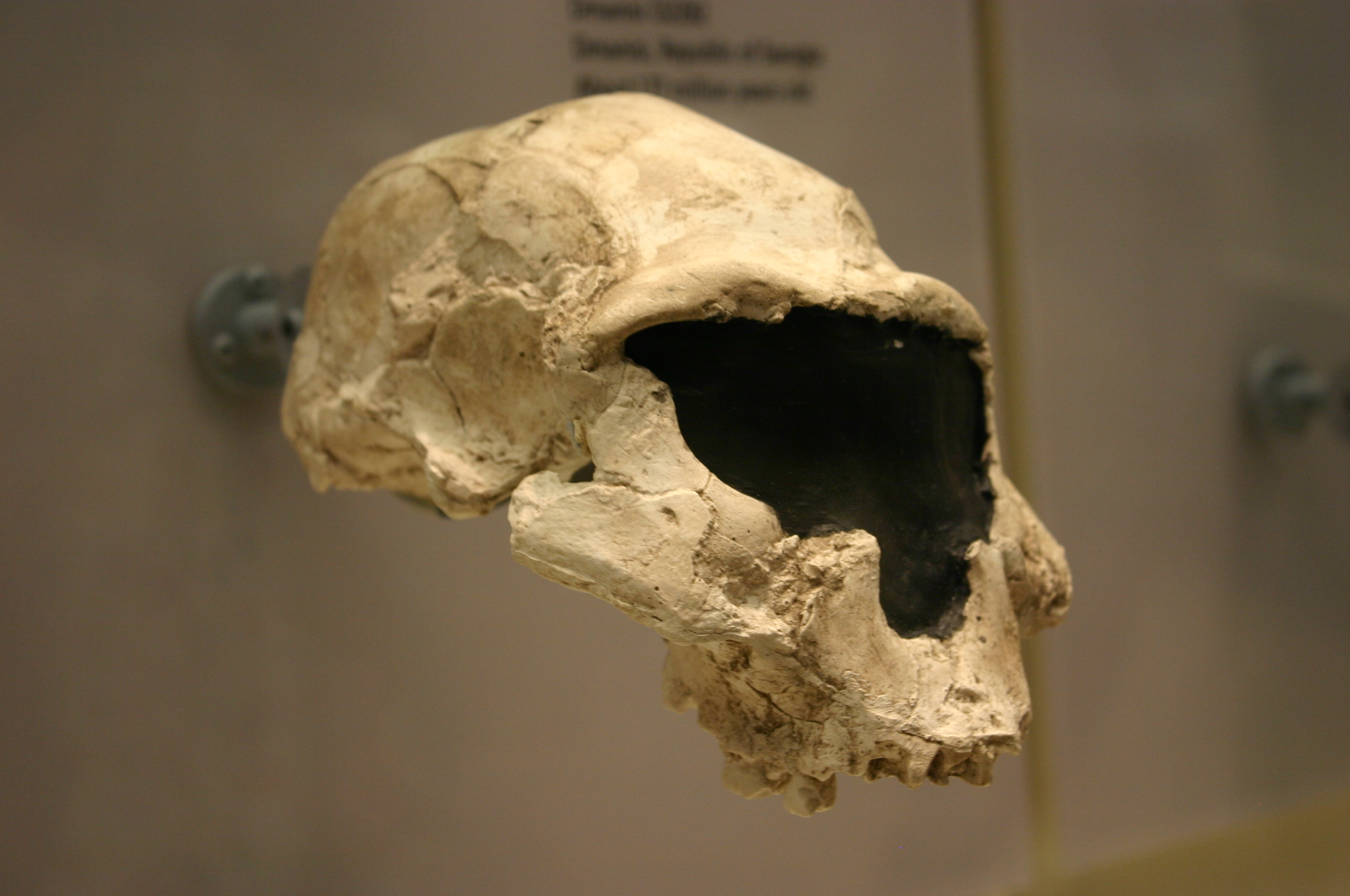
Crâne Dmanissi 2, D2282.

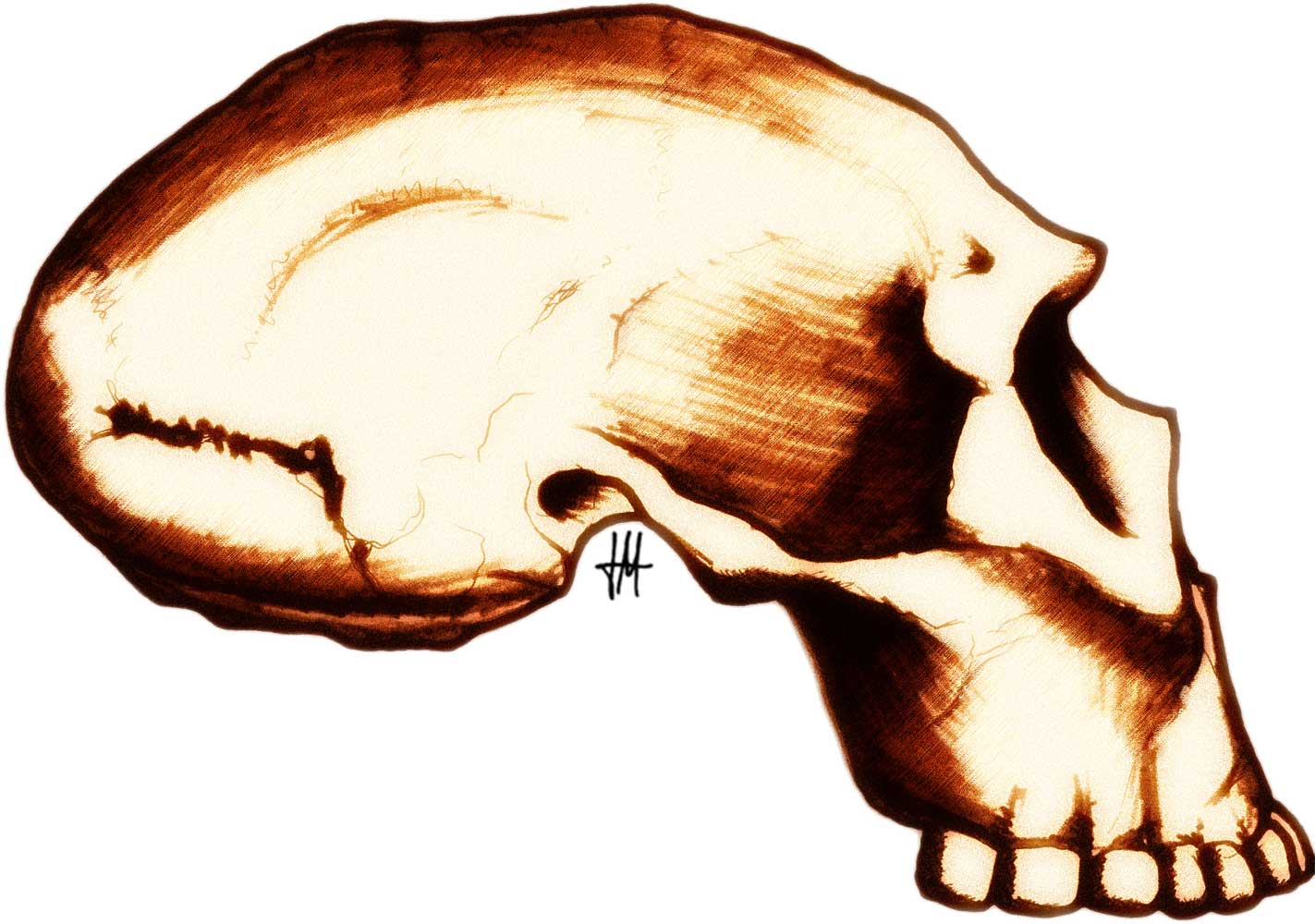
Crâne Dmanissi 2, D2282.

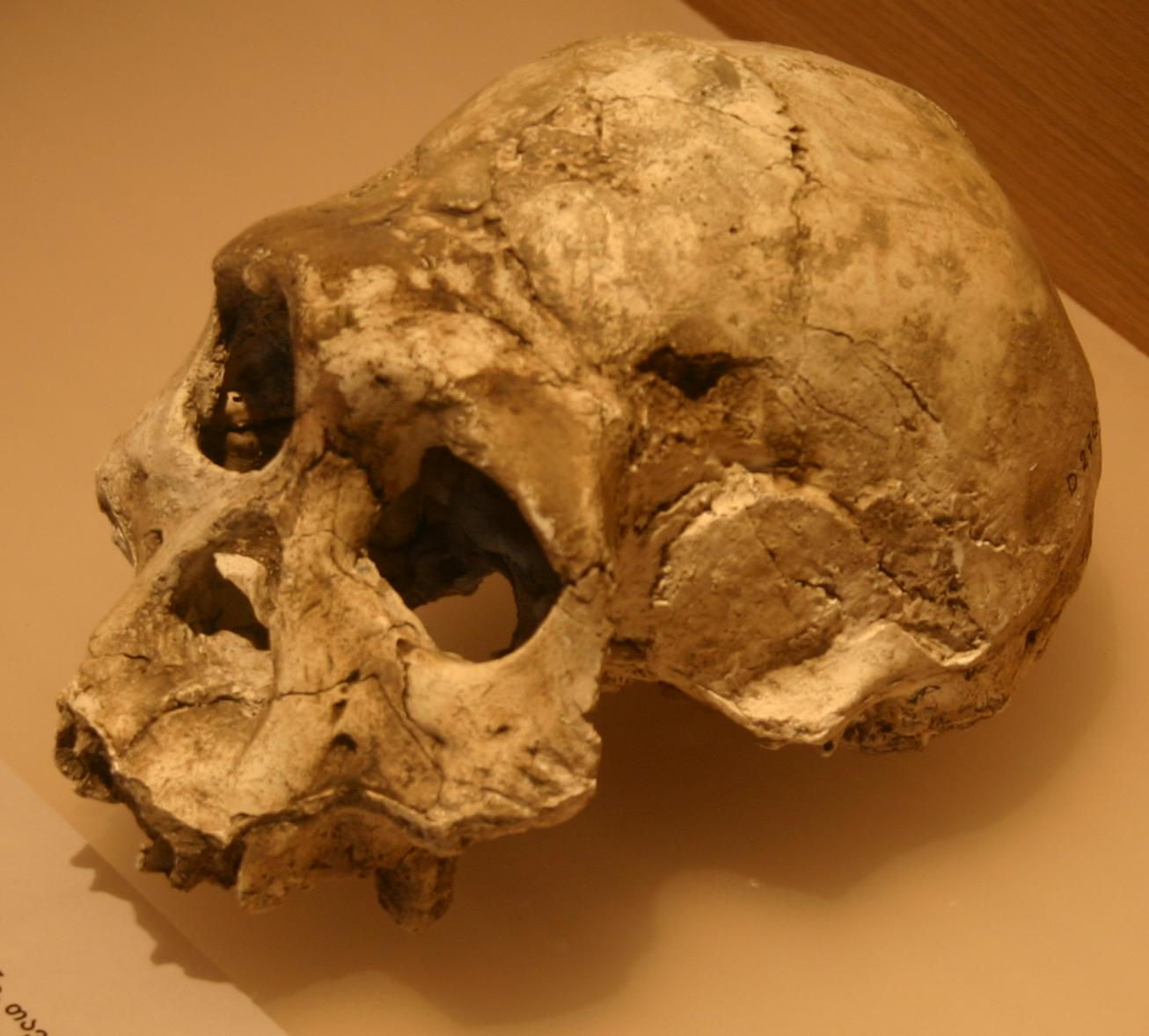
Crâne Dmanissi 3, D2700.

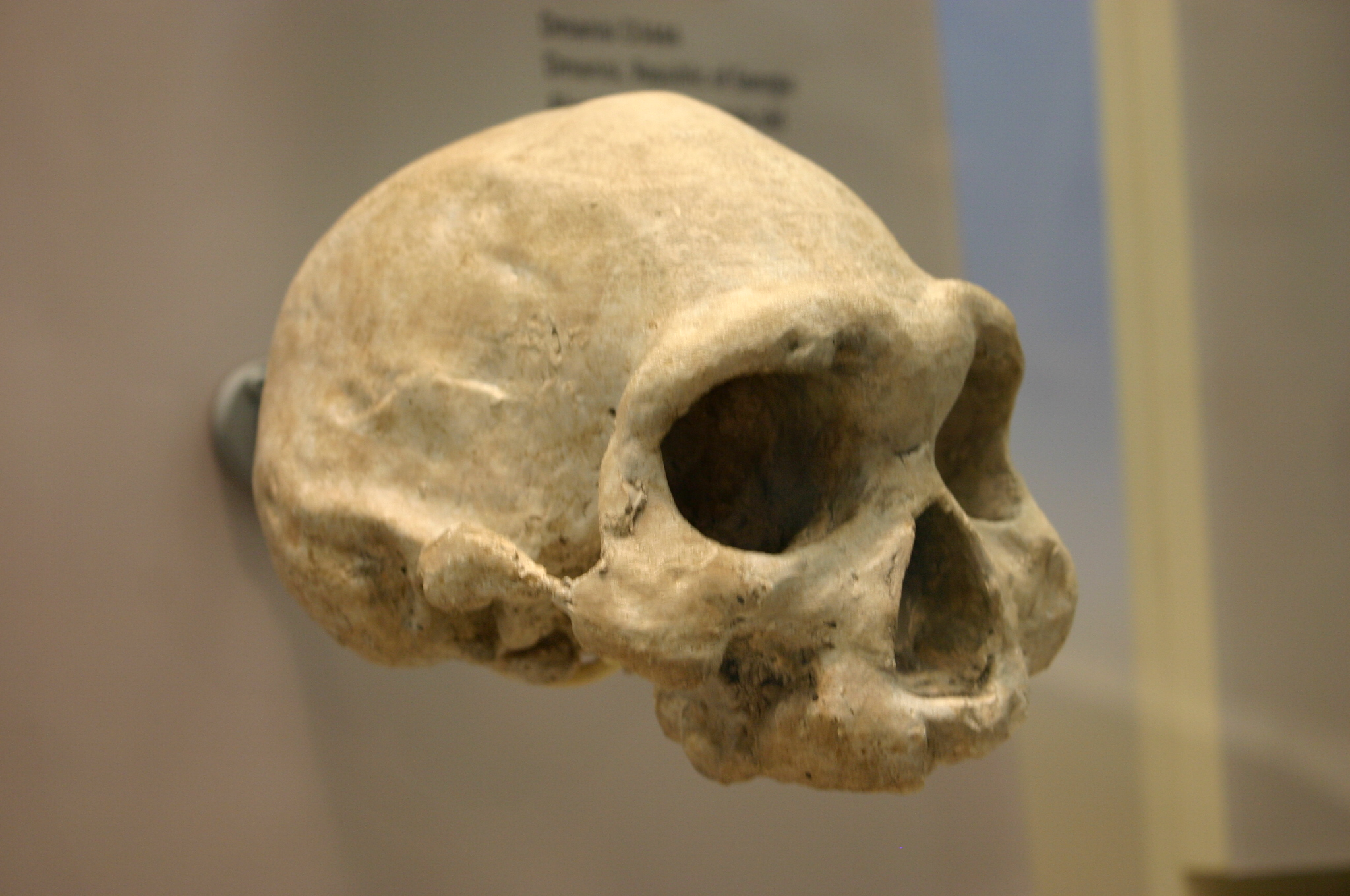
Crâne Dmanissi 4, D3444.

Le site a livré plus d'une trentaine de fossiles humains, parmi lesquels cinq crânes bien conservés :
- crâne Dmanissi 1 (D2280, 1999)
  - ce crâne appartiendrait à un homme d'une vingtaine d'années ;
- crâne Dmanissi 2 (D2282, 1999), et sa mandibule (D211, trouvée en 1991)
  - ce crâne serait celui d'une jeune femme. Ces deux premiers crânes sont les plus volumineux de la série, avec une taille estimée à 730 cm3 ;
- crâne Dmanissi 3 (D2700) et sa mandibule (D2735) (2001)
  - la mandibule a été découverte à moins d'un mètre du crâne. Celui-ci a un volume cérébral de 600 à 680 cm3 ;
- crâne Dmanissi 4 (D3444) et sa mandibule (D3900) (avril 2005)[2]
  - ce crâne et sa mandibule ont été découverts durant les fouilles de 2002-2003. La capacité endocrânienne est comprise entre 625  et   650 cm³. Ce spécimen avait perdu plusieurs de ses dents depuis un certain nombre d'années, et sa survie a probablement été rendue possible par l'entraide au sein de son groupe ;
- crâne Dmanissi 5 (D4500, 2005), et sa mandibule (D2600, trouvée en 2000)[1]
  - ces deux fossiles associés forment le premier crâne adulte complet du début du Pléistocène. Les superstructures crâniennes de Dmanissi 5 sont massives et proéminentes, ce qui permet de supposer qu’il s'agissait d'un mâle. La face est particulièrement grande par rapport à d'autres spécimens de la même période. La taille de l'individu a été estimée entre 1,46 et 1,66 m, et son poids entre 47 et 50 kg. Le volume endocrânien de Dmanissi 5 est particulièrement réduit (546 cm3), soit un volume à peine supérieur à celui des Australopithèques. Pourtant, ce fossile présente une face allongée et prognathe, qui le rapproche d’Homo erectus. Il a aussi de grandes dents, semblables à celles d’Homo rudolfensis[1].

## Description
Le volume endocrânien des cinq fossiles trouvés à Dmanissi varie de 546 à 730 cm3, ce qui correspond plus ou moins à la variabilité trouvée chez Homo habilis (de 550 à 700 cm3 environ).
David Lordkipanidze souligne la bipédie complète d'Homo georgicus : « Ses membres inférieurs et ses vertèbres étaient tout à fait adaptés à la marche mais aussi à la course. Et son pied possédait déjà une voûte plantaire bien développée. »
Homo georgicus présente donc des caractères intermédiaires entre Homo habilis et Homo ergaster.
La taille des sujets masculins est estimée à 1,50 m. Un dimorphisme sexuel marqué, avec des mâles nettement plus grands que les femelles, traduirait un caractère primitif. Un tel dimorphisme est moins marqué chez les humains plus récents d'Europe, c'est-à-dire Homo heidelbergensis et Homo neanderthalensis.

## Analyses
Les deux crânes découverts en 1999 furent initialement considérés comme proches d'Homo ergaster. Le crâne de 2001 était moins volumineux et présentait certains points communs avec Homo habilis. Toutefois les différents fossiles étaient trop proches pour relever d'espèces distinctes (Vekua et al. 2002) et ils furent tous rapportés à Homo georgicus, dont D2600 est le spécimen type (Gabunia et al. 2002).
Des chercheurs soutiennent l'appartenance des fossiles à Homo habilis. En effet, ils ont effectué la comparaison entre le crâne d'un juvénile presque adulte, D2700, découvert en 2001, et celui de KNM-ER 1813, un Homo habilis adulte découvert au Kenya. Les conclusions ont montré des ressemblances au niveau de la face. Cependant, la face étant probablement la dernière partie qui se met en place chez un individu, cette hypothèse est contestée. Ainsi, pour Fred Spoor, ces fossiles sont simplement des Homo erectus car le neurocrâne de D2700 ressemble fortement à celui d'Homo erectus malgré une taille plus petite.
L'un des découvreurs, David Lordkipanidze, ne tranchait pas, en 2008, entre les différentes attributions possibles, considérant d'une part qu'il y a des ressemblances marquées avec les Homo ergaster / erectus et les Homo habilis, mais d'autre part que les fossiles montrent aussi des mélanges de traits qui leur sont propres.

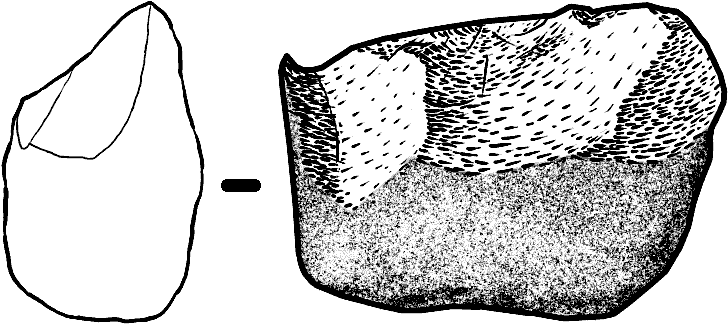
Galet taillé à enlèvements unifaciaux du gisement de Dmanissi - 1,85 million d'années.

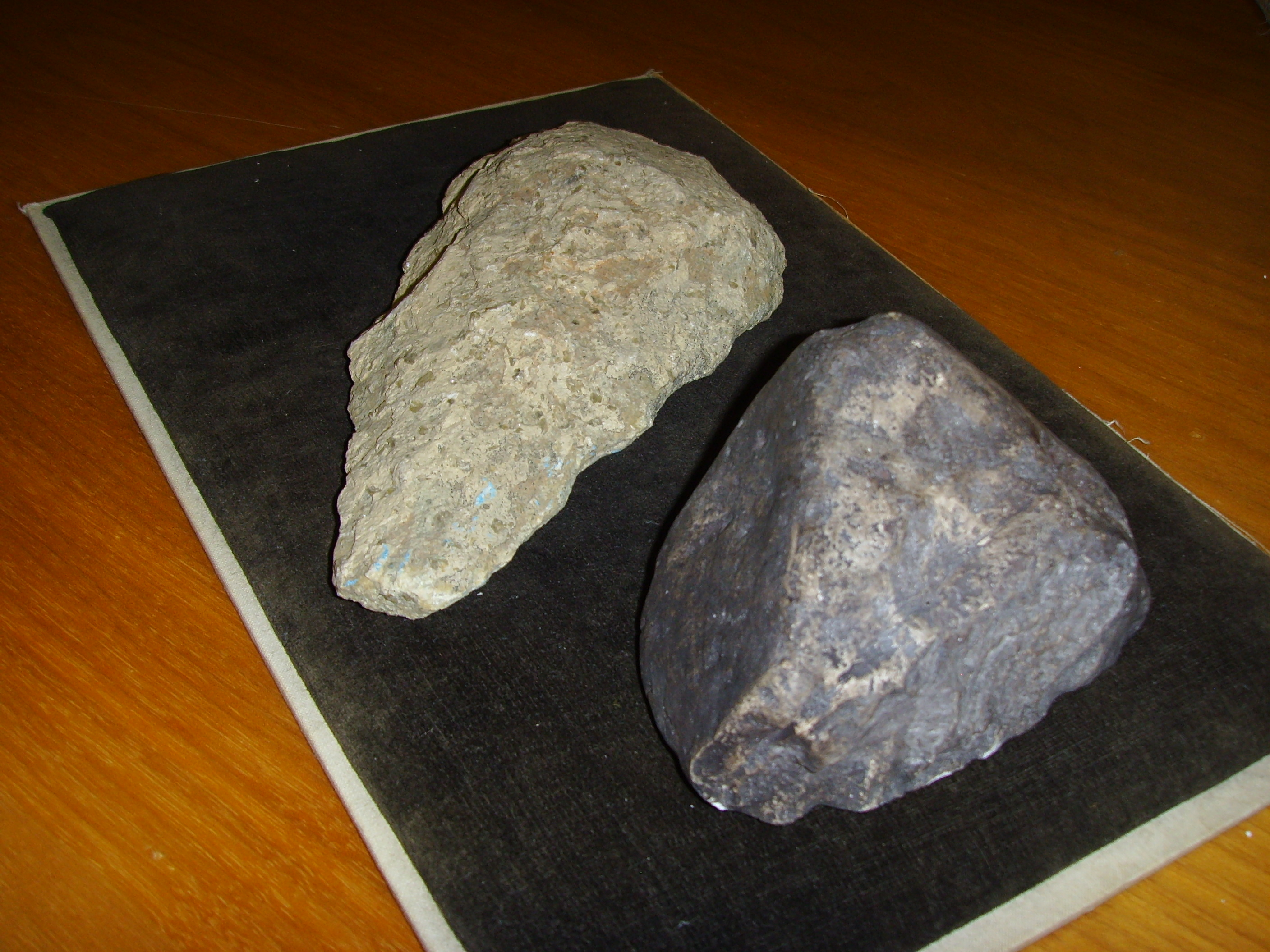
Galet aménagé du gisement de Dmanisi comparé à un biface acheuléen.

Pour l'équipe de chercheurs de 2013, l'échantillon de Dmanissi fournit une preuve directe de la grande variabilité morphologique existant à l'intérieur des premières populations d’Homo, aussi bien qu'entre elles. De la comparaison des crânes de Dmanissi et des fossiles de la même période découverts en Afrique et en Asie, ils tirent la conclusion que plusieurs appellations taxonomiques existantes au sein du genre Homo seraient à regrouper.
Bernard Wood, s'il pense probable l'appartenance des différents crânes de Dmanissi à une même espèce, se déclare sceptique devant l'extrapolation de ce résultat à l'ensemble des populations d’Homo de la période : il souligne que les classifications établies ne reposent pas seulement sur la morphologie crânienne et que d'autres critères (par exemple, la longueur des bras) justifient les distinctions taxonomiques actuelles. De même, Fred Spoor considère que l'usage fait de l'analyse morphologique est inadéquat pour la distinction des différentes espèces.

## Culture
Les fossiles d’Homo georgicus ont été découverts en association avec des ossements d'animaux, des outils de pierre et des outils de percussion qui permettaient à cette espèce de chasser, de tuer des animaux et de les préparer. Ceci établit selon ses découvreurs le statut de chasseur d’Homo georgicus, et non de charognard ou de simple cueilleur et consommateur d'aliments végétaux peu coriaces. L’Homme de Dmanissi consommait de la viande, et selon David Lordkipanidze, ce fait peut expliquer la survie de cette espèce et d'autres espèces du genre Homo habitant sous des hautes latitudes, surtout en hiver.
« Les outils trouvés à Dmanissi, au nombre d'environ 5 000 [en 2008], sont de simples éclats et des « choppers », galets dont une seule face a été aménagée pour former un tranchant. […] Ces outils sont identiques à ceux que l'on trouve dans la tradition culturelle oldowayenne, développée par les hominines africains près d'un million d'années auparavant ».

## Publication originale
- (en) Abesalom Vekua, David Lordkipanidze, G Philip Rightmire, Jordi Agusti, Reid Ferring, Givi Maisuradze, Alexander Mouskhelishvili, Medea Nioradze, Marcia Ponce De Leon, Martha Tappen, Merab Tvalchrelidze et Christoph Zollikofer, « A new skull of early Homo from Dmanisi, Georgia », Science, Amérique septentrionale, AAAS, vol. 297, no 5578,‎ 1er juillet 2002, p. 85-89 (ISSN 0036-8075 et 1095-9203, OCLC 1644869, PMID 12098694, DOI 10.1126/SCIENCE.1072953, lire en ligne).